# Metro de Dnipró
El Metro de Dnipró (en ucraniano: Дніпровський метрополітен) es el sistema de metro que da servicio a la ciudad de Dnipró, Ucrania y fue el tercer metro en abrirse en Ucrania tras Kiev y Járkov, inaugurado el 29 de diciembre de 1995.
En la actualidad, el Metro de Dnipró es el más corto del mundo, con solo 7,1 kilómetros de vías y seis estaciones. Sin embargo ya existen planes de ampliación que aumentarán las estaciones a nueve antes de 2014. La única línea del Metro comienza en la estación de Vokzalna, cerca de la estación central de ferrocarril de la ciudad, y acaba en la estación de Pokrovska, al oeste de Dnipró. El horario es de 5:30 de la mañana a 23:00 de la noche y cuenta con alrededor de 22.200 pasajeros diarios.

## Historia
En 1979, el Consejo de Ministros de la URSS aseguró que el Comité Central del Partido Comunista permitió al Gosplán (agencia de planificación gubernamental) y a los ministros de comunicación y transportes, a construir un sistema de metro en Dnipropetrovsk.
La construcción comenzó el 15 de marzo de 1982 tras un decreto del Consejo de Ministros de la URSS. Aquellos planes se hicieron realidad cuando la primera línea, la Tsentralno-Zavodska, fue abierta al público el 29 de diciembre de 1995.
El sistema del Metro de Dnipró fue construido siguiendo el típico formato de construcción soviético. De las seis estaciones, cinco estaban situadas debajo de la tierra y una de ellas en la superficie. Cuatro de las estaciones subterráneas son bóvedas únicas edificadas con la tecnología del Metro de Leningrado y una es un pilón. Debido a los graves problemas económicos de comienzos de los años 1990, las estaciones de metro carecen de grandes elementos decorativos y la limpieza arquitectónica de las estaciones construidas en los tiempos soviéticos.

### Expansiones futuras
Actualmente hay tres estaciones en construcción que ampliarán el sistema desde la Estación Central de Ferrocarril de Dnipró (en Vokzalna) hasta el centro de la ciudad; Teatralna (cerca del Teatro de Ópera y Ballet), Tsentralna y Muzeina (cerca del Museo de Historia). La construcción de estas dos estaciones fue reiniciada a finales de febrero de 2011 tras ser detenidas por completo el 26 de julio de 2009.
La primera de las nuevas estaciones, Tsentralna, estaba previsto que se completase a finales de 2013, pero con el resto del plan de expansión será completado a finales de 2014 o comienzos de 2015. Otras dos estaciones están planeándose para la terminal occidental de la línea Tsentralno-Zavodska; y Parus y Parus-2, respectivamente. También hubo falta de fondos para la construcción, en gran parte debido a que la ciudad de Dnipropetrovsk no fue escogida, finalmente, como una de las sedes de la UEFA Euro 2012 que se celebrará en Ucrania y Polonia, con la inyección económica que ello implicaba.
Tras las primeras adiciones, la longitud total de la única línea de metro se espera que sea de 11,82 kilómetros con nueve estaciones. A largo plazo, se estudia la posibilidad de una segunda línea de metro que cruce el río Dniéper e incluso llegar a los 80 kilómetros de vías en tres líneas.

## Imágenes

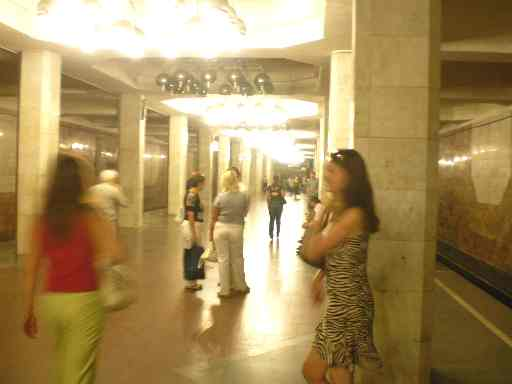
Estación Pokrovska.
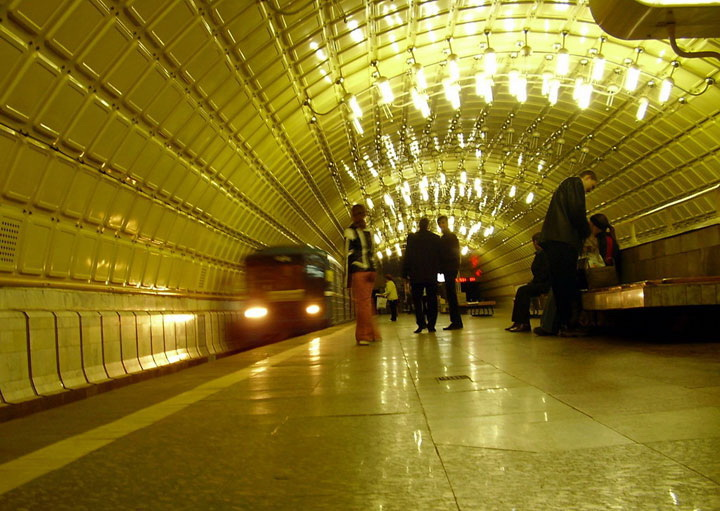
Estación Metalurhiv.